# Sart-Risbart
Sart-Risbart est un hameau d'Opprebais (Incourt). Incourt est une commune du Brabant wallon, en Belgique. Lors de la fusion des communes, Opprebais, ainsi que d'autres communes ont été rassemblées pour former la commune d'Incourt.
Le code postal est: 1315

## Patrimoine
- Eglise Sainte-Barbe de 1793;
- Chapelle Notre-Dame de Sart-Isbart, remontant peut-être au 13e siècle;
- Ferme de la Grande Risbart, ferme fondée par l'abbaye de Villers entre 1160 et 1185 avec des constructions des 17e et 18e siècles;
- Château de Fontenelle de 1872;
- Ferme de Fontenelle, quadrilatère du 18e siècle;
- Un ancien couvent transformé en Service résidentiel pour adultes;

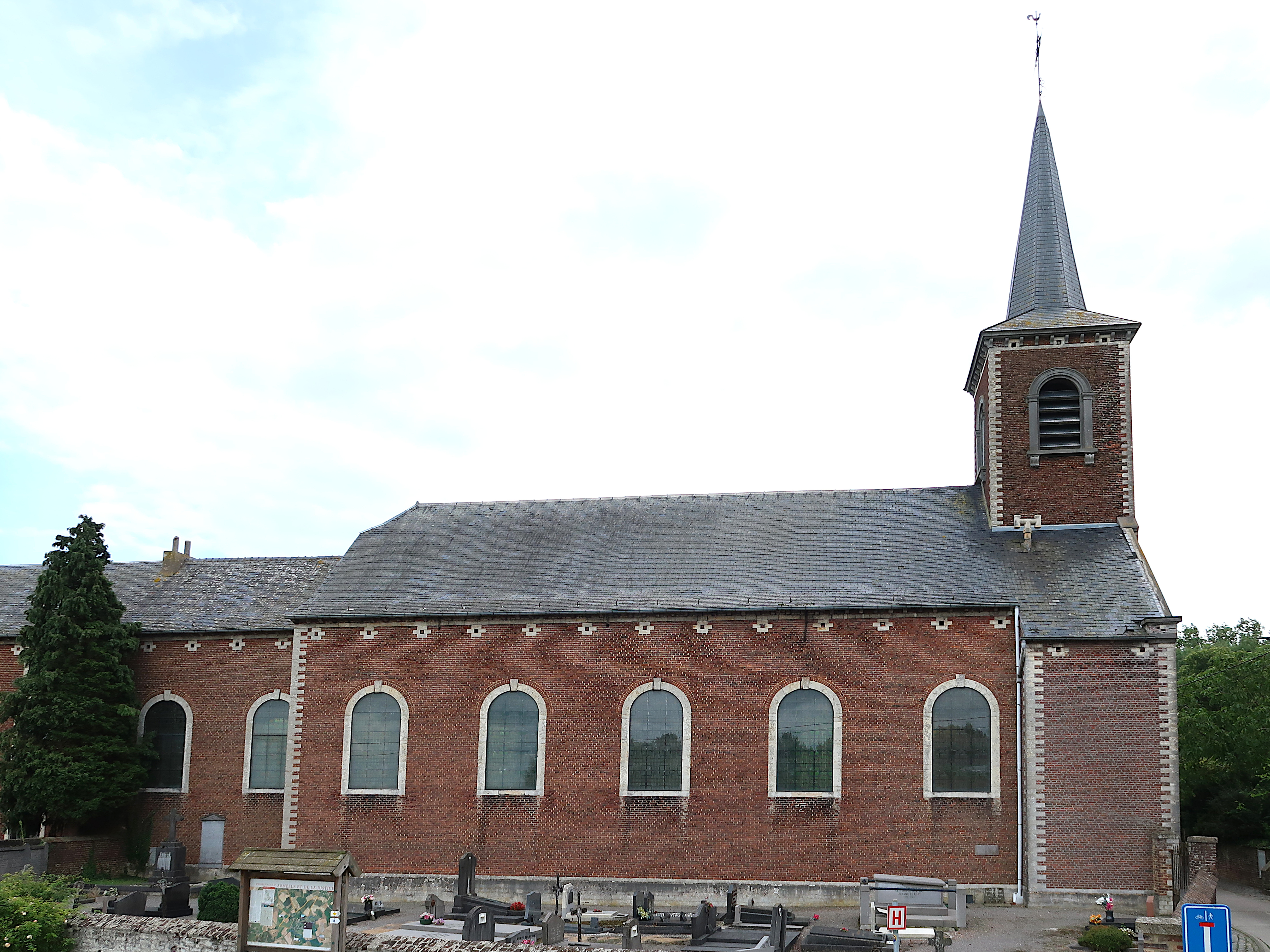
Eglise Sainte-Barbe
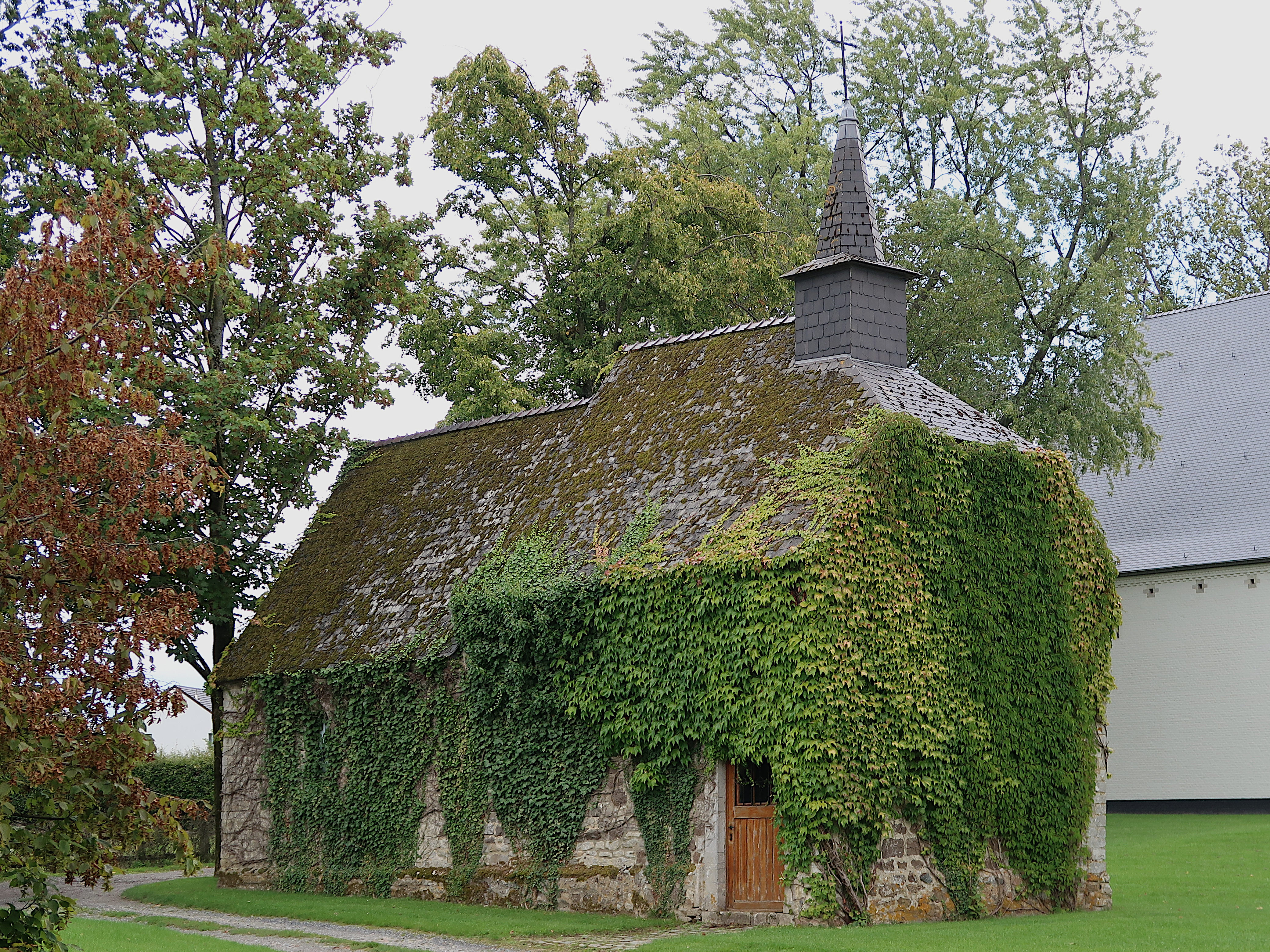
Chapelle de Sart-Isbart
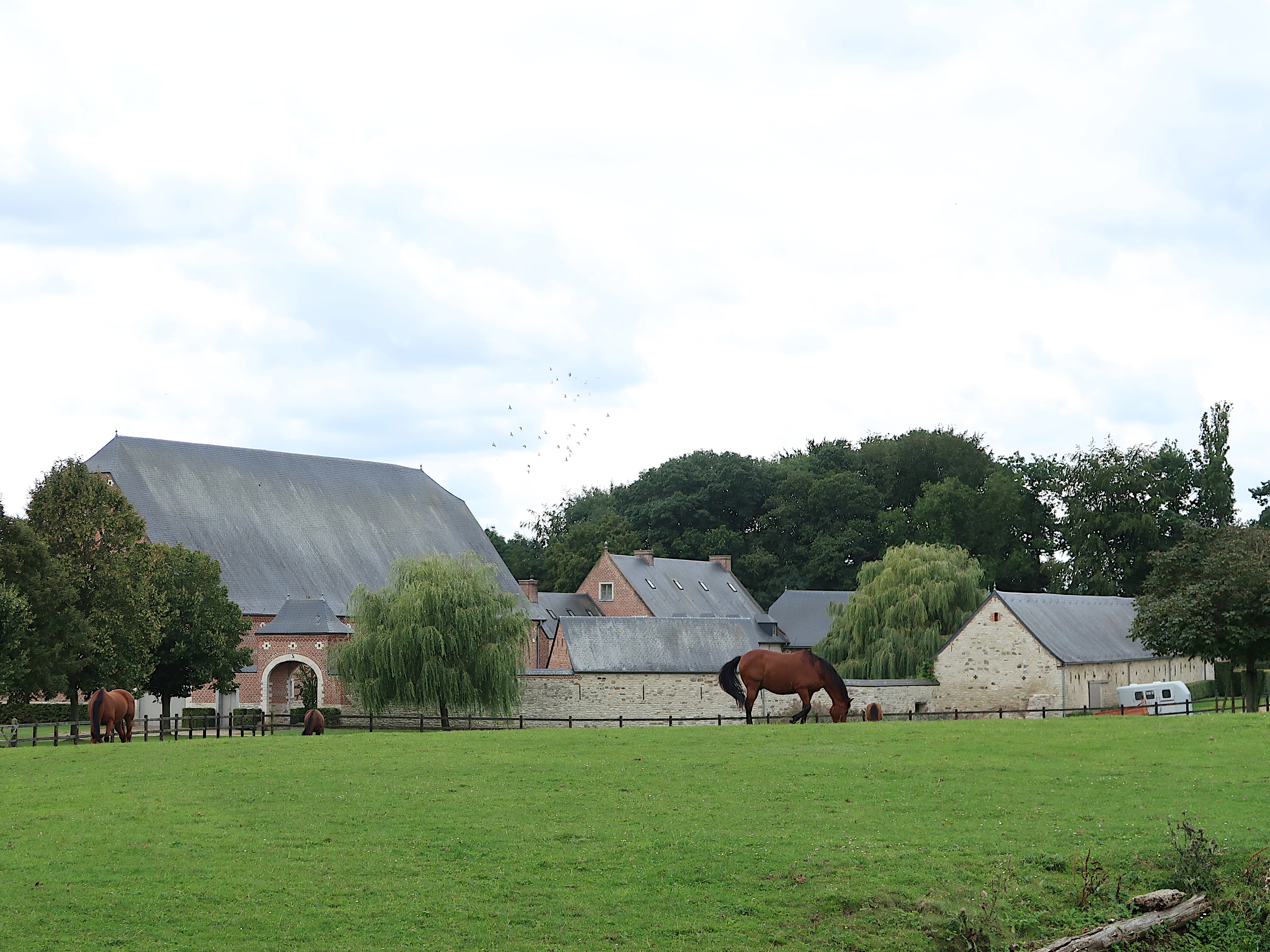
Ferme de la Grande Risbar
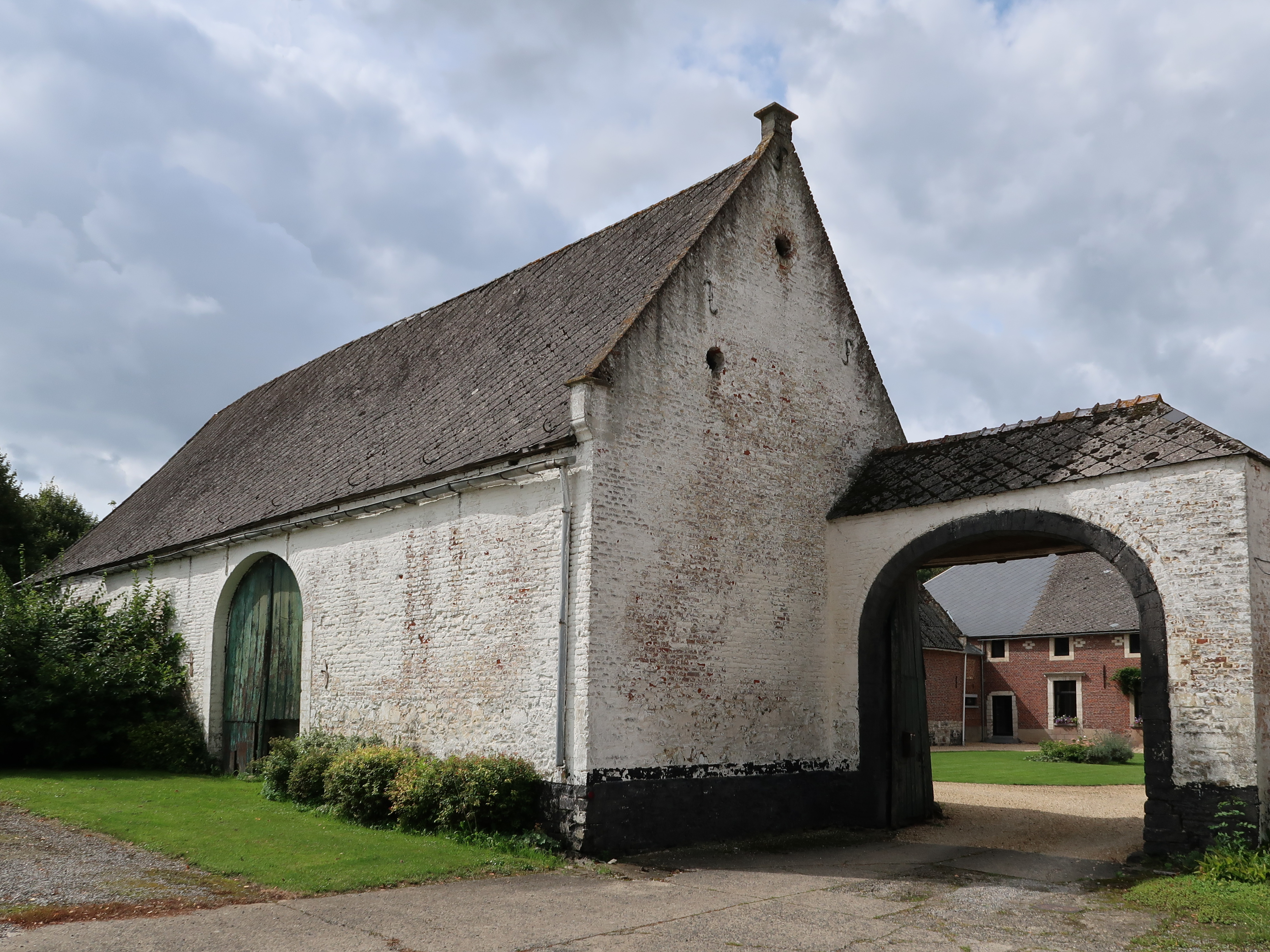
Ferme de Fontenelle
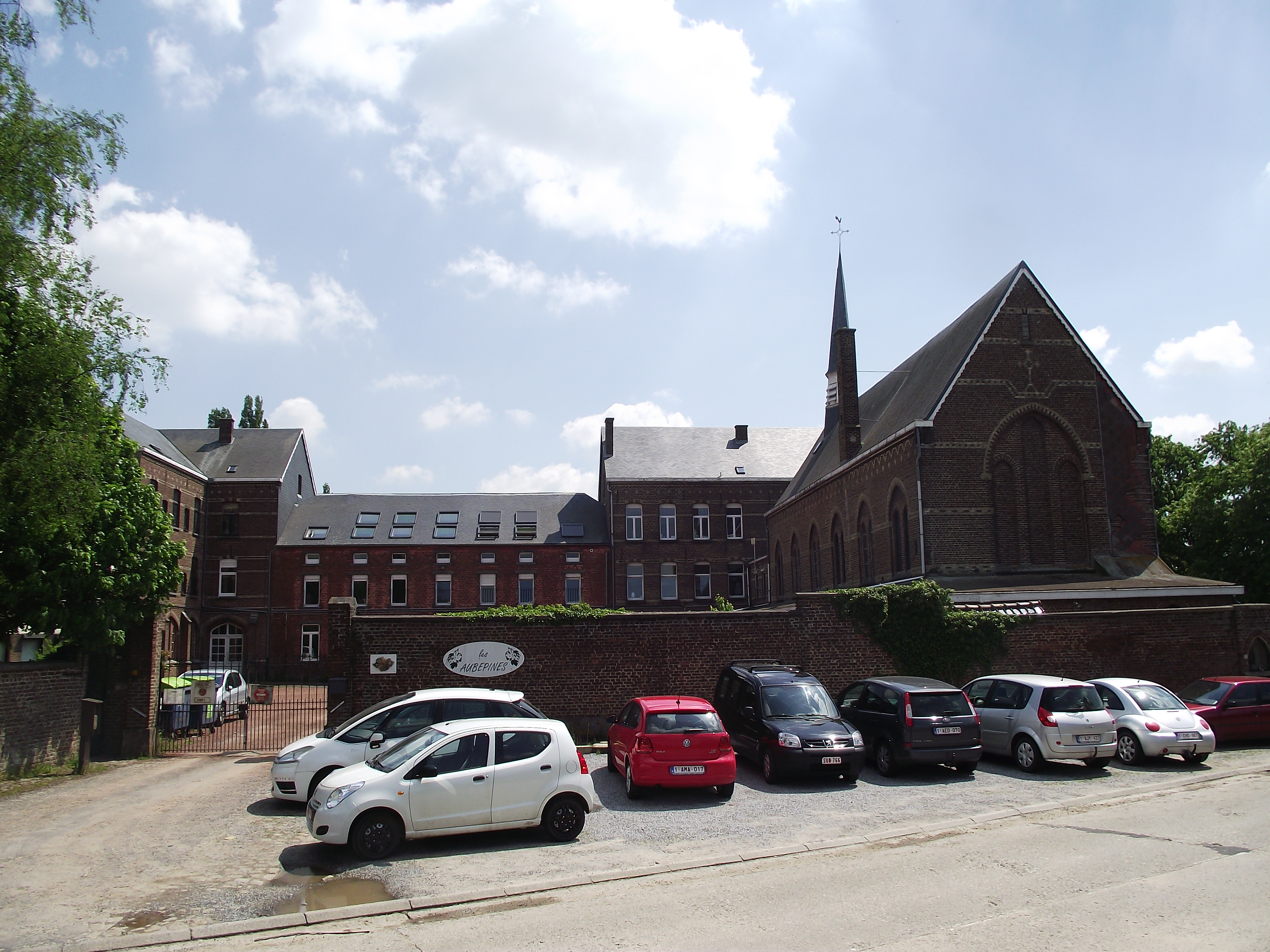
L'ancien couvent devenu Les Aubépines pour adultes
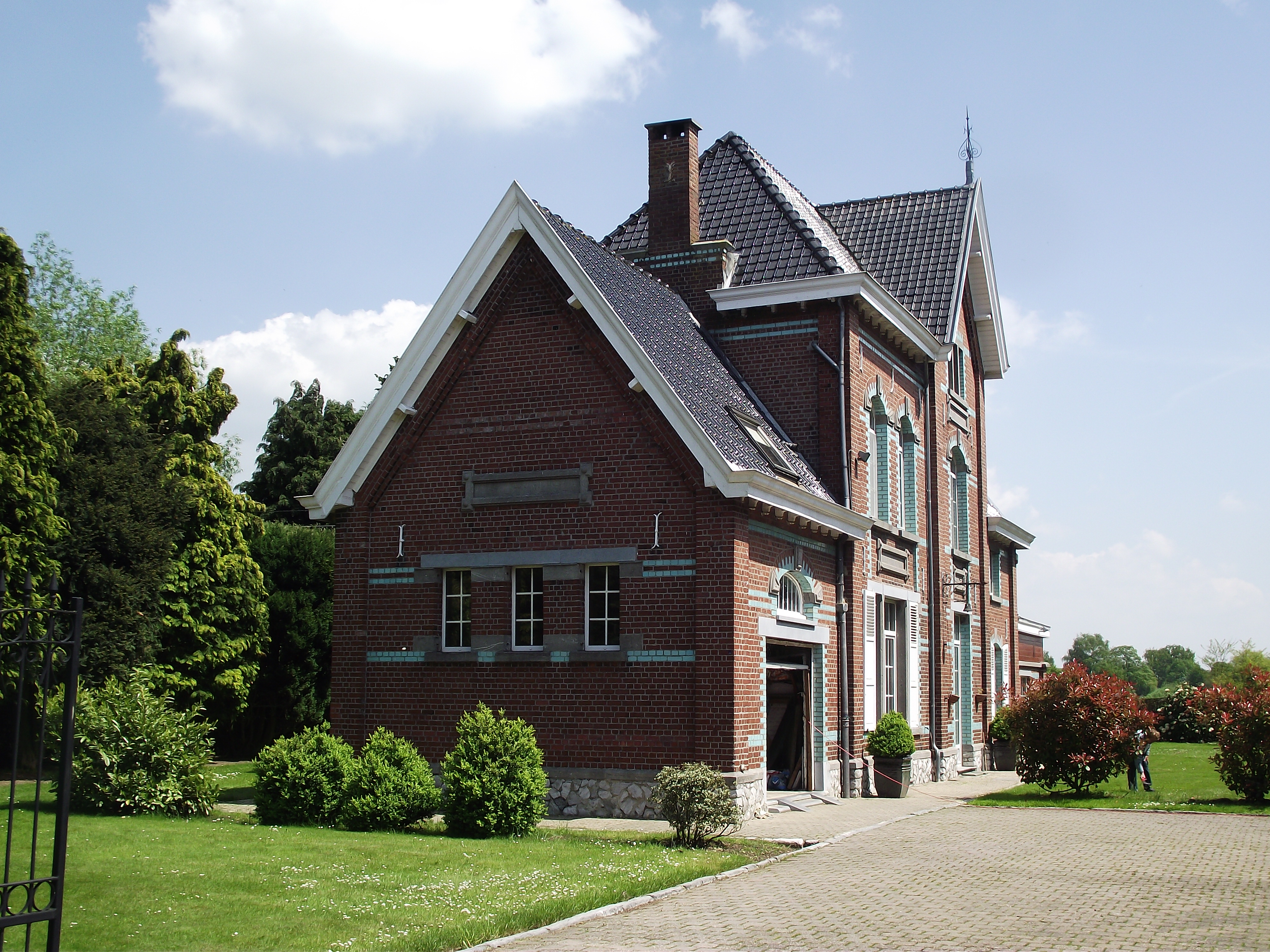
L'ancienne gare vicinale et dépôt de 1902